# Segunda Batalha de Sirte
A Segunda Batalha de Sirte foi um confronto naval travado na Segunda Guerra Mundial entre as forças do Reino Unido contra aquelas da Itália. Ela ocorreu em 22 de março de 1942 no Mar Mediterrâneo, ao norte do Golfo de Sidra, na Líbia. A batalha veio de uma tentativa da Marinha Real Britânica de realizar um comboio de suprimentos para Malta com o objetivo de aliviar o bloqueio imposto pelo Eixo ao redor da ilha. Entretanto, um submarino italiano avistou as embarcações britânicas, assim a Marinha Real Italiana despachou uma frota para interceptá-los.
O clima estava ruim naquele dia, o que dificultou o progresso italiano. As formações de cruzadores se avistaram durante a tarde e por uma hora elas se perseguiram enquanto o mar ficava cada vez mais agitado. O couraçado Littorio entrou no confronto por voltas das 16h00min, fazendo com que os britânicos recuassem atrás de uma cortina de fumaça. Os contratorpedeiros britânicos então se posicionaram para tentarem lançar diversos torpedos contra o couraçado, porém todos erraram o alvo. Os italianos por fim decidiram encerrar o confronto a medida que ia anoitecendo.
A artilharia italiana conseguiu danificar vários navios britânicos. Os italianos, por sua vez, acabaram perdendo dois contratorpedeiros enquanto retornavam para casa devido ao mal tempo. O comboio britânico chegou a Malta nos dias seguintes, entretanto, ataques aéreos alemães e italianos conseguiram afundar a maioria dos navios de transporte. Apenas cinco mil das 26 mil toneladas de suprimentos conseguiram ser entregues para as forças na ilha.